# Cyril Drevet
 (novembre 2012).
Cyril Drevet, né le 22 janvier 1970, est journaliste et présentateur de télévision. Il a notamment travaillé pour les émissions Télévisator 2 sur France 2 et pour l'émission Turbo sur M6. Il est le fils de Patrice Drevet, animateur et présentateur météo sur France 2.

## Parcours
Fan de jeu vidéo, Cyril Drevet a d'abord animé un rendez-vous hebdomadaire parlant de jeux vidéo dans l'émission Matin Bonheur, journaliste chez Joystick Hebdo puis Amstrad Cent Pour Cent, avant d'être approché par Pierre Valls, rédacteur en chef du magazine Amstrad 100 %, afin de participer à un nouveau magazine : Player One. Il emprunte alors le pseudo de « Crevette ».
À partir de mars 1993, il anime sa propre émission de jeux vidéo sur France 2, durant un an et demi : Télévisator 2. Par la suite, il présente une rubrique Jeux vidéos tous les mercredis matin dans le Club Dorothée sur TF1 lors de la saison 1994/1995.
Il présente ensuite une chronique jeu vidéo et mangas dans l'émission Récré kids sur la chaine TMC Monte Carlo jusqu'en 2001. Peu après, le magazine Player One cesse d'être publié à la suite de la faillite de l'éditeur.
En 2001, Cyril Drevet intègre l'émission Turbo sur M6, tout d'abord en tant que voix off, puis en tant que journaliste ; poste qu'il occupe toujours à l'heure actuelle[Quand ?]. En 1988, Drevet alors âgé de 18 ans fait déjà son apparition dans certaines émissions Turbo, conduisant par exemple la Seat Ibiza SXI System Porsche 100ch de la même année, dans les rues de Séville.
En parallèle, depuis février 2010, Cyril Drevet anime deux rubriques dans le magazine consacré à la robotique, Planète Robots. Il y teste les dernières nouveautés du jeux vidéo sur le thème des robots. La seconde rubrique tourne autour de l'apport de la robotique dans l'automobile.
De décembre 2009 à mai 2011, il coprésente aussi une chronique sur Gameblog nommée Versus l'émission en compagnie de Alain Huyghues-Lacour (alias AHL), puis démarre en juin 2011, toujours sur Gameblog, une émission ponctuelle nommée Backstage, dévoilant les coulisses de l'univers du jeu vidéo. Il quitte Gameblog en avril 2017 par solidarité avec Julien Chièze, le rédacteur en chef alors licencié.